# Anna Chandy
Anna Chandy, nota anche come Anna Chandi (Thiruvananthapuram, 5 aprile 1905 – Kerala, 20 luglio 1996), è stata una giudice indiana, prima donna giudice (1937) e poi giudice dell'Alta Corte (1959) in India.
È stata, infatti, una delle prime giudici donna nell'impero britannico insieme a Emily Murphy.

## Biografia
Anna Chandy nacque nel 1905 e crebbe a Trivandrum nell'attuale Kerala, ovvero nell'antico regno di Travancore. Era una cristiana siriaca anglicana che aderì al cattolicesimo in età avanzata. Dopo aver ottenuto un diploma post laurea nel 1926, divenne la prima donna nel suo Stato a ottenere una laurea in legge. Nel 1929 iniziò a esercitare la professione di avvocato (barrister) promuovendo contemporaneamente la causa dei diritti delle donne, in particolare sulle pagine di Shrimati, una rivista da lei fondata e diretta. Tra i temi affrontati sulle sue pagine si annoveravano norme misogine, i nuovi matrimoni per le vedove, la disparità salariale tra uomini e donne nelle fattorie.
Spesso descritta come una «femminista di prima generazione», Chandy fece una campagna per l'elezione all'Assemblea Popolare di Shree Mulam nel 1930 e nel 1931 e incontrò ostilità sia dalla sua concorrenza che dalla stampa che alludevano a un suo legame con il dewan dello Stato, ma riuscì infine a essere eletta per il periodo 1932-1934. Nel 1932, propose una quota proporzionale riservata alle donne negli incarichi di governo e chiese lo status di comunità depressa (depressed community) per le donne.
Nel 1937 Chandy fu nominata munsif a Travancore da C.P. Ramaswami Iyer, il Dewan di Travancore; fu la prima donna malayalam a occupare questa posizione e questo la rese la prima donna giudice in India. Nel 1948, fu elevata alla posizione di giudice distrettuale. Divenne la prima giudice donna in un'alta corte indiana quando fu nominata presso l'Alta corte del Kerala il 9 febbraio 1959. Mantenne l'incarico fino al 5 aprile 1967.
Dopo il suo pensionamento nel 1967, Chandy fece parte della Law Commission of India e scrisse un'autobiografia intitolata Atmakatha (serializzata dal 1971 e raccolta in pubblicazione nel 1973). Morì nel 1996.